# Botleys Mansion
Botleys Mansion est un manoir palladien situé au sud de Chertsey, dans le Surrey, en Angleterre, juste au sud de l'hôpital St Peter. La maison est construite dans les années 1760 par Joseph Mawbey et selon les plans de Kenton Couse. Le site surélevé est celui d'un manoir du XIVe siècle appartenant à l'Abbaye de Chertsey, une abbaye très riche, saisis lors la dissolution des monastères d'Henri VIII et aujourd'hui une grande partie de ses terres appartient à deux hôpitaux, un public, un privé et la collectivité locale. Le manoir restant et le parc voisin sont utilisés pendant quelques décennies comme hôpital de la colonie et comme maison de retraite privée. Il s'agit d'un bâtiment classé Grade II*.

## Histoire
L'histoire du site n'est pas claire. Le bâtiment actuel est construit dans les années 1760 en remplacement d'un ancien manoir. La propriété du manoir a souvent été transférée tout au long de son histoire. 
En 1319, le manoir Botleys original appartient soit à John de Butteley, soit à John Manory de Chertsey. En 1505, le fils de de Butteley, Thomas, donne le manoir à Richard Merland, Thomas Pervoche et Henry Wykes ; peu de temps après, Wykes devient l'unique propriétaire du manoir, alors appelé Botlese Mansion. La propriété du manoir change de mains plusieurs fois et appartient au roi Henri VIII en 1541, qui l'a acheté à Sir Roger Cholmeley. En 1763, le manoir est transféré à Joseph Mawbey, l'homme responsable de la reconstruction de la maison. Il est acheté par Robert Gosling en 1822 . La famille Gosling vit dans le manoir jusqu'en 1931, lorsque le London County Council achète le bâtiment pour 30 000 £. 
Le Metropolitan Asylums Board est dissous en 1930 et la responsabilité de la prise en charge des déficients mentaux est transférée aux conseils (du gouvernement local). Le conseil du comté de Surrey décide de créer de nouveaux bâtiments pour héberger les patients tandis que le manoir abrite le personnel de l'hôpital désigné à partir de 1932 comme l'hôpital Botley's Park, spécialisé dans les patients souffrant de troubles psychiatriques. La première section du nouvel hôpital est ouverte le 24 juin 1939 par Lady Henriques, épouse du président du Conseil de l'époque, Sir Philip Henriques. En septembre de la même année, de nombreux patients de l'hôpital sont transférés à Murray House, dans la ville voisine d'Ottershaw, afin que Botleys puisse recevoir des soldats blessés de la guerre. Pendant ce temps, le manoir est adapté en maison d'infirmières. 
En 1995, un incendie endommage le bâtiment et, en l'espace de deux ans, la plupart des maisons d'infirmières ferment. Le manoir est acheté et restauré par une entreprise, Bijou Wedding Venues, en 2010 et est utilisé pour accueillir des mariages et des événements. 

## Architecture
C'est une maison en pierre de Couse à l'architecture palladienne simple sans ailes, entourée d'un parc et de portails en fer. La pierre provient des carrières de Headington, Oxfordshire et Barrington, Cambridgeshire. 
La maison est de forme presque cubique, et le domaine avait environ deux milles de circonférence, aujourd'hui environ un mille. Un double escalier mène au hall d'entrée pavé de marbre de la maison. Le plafond du hall d'entrée est soutenu par des colonnes Scagliola et des pilastres ioniques.